# Guadalcanaria inexpectata
Guadalcanaria inexpectata é uma espécie de ave da família Meliphagidae. É a única espécie do género Guadalcanaria.
É endémica de Ilhas Salomão.